# Tony Barton
Anthony Edward Barton (Sutton, 8 de abril de 1937 — Hampshire, 20 de agosto de 1993) foi um futebolista inglês, jogando como lateral direito, e treinador.
Treinou o Aston Villa ao sucesso na Copa dos Campeões da Europa de 1982, apenas meses após assumir o cargo.
Em 20 de agosto de 1993, Tony Barton morreu de um ataque cardíaco aos 56 anos.